# Cambridge (Minnesota)
Cambridge város az USA Minnesota államában. Lakosainak száma 9611 fő (2020. április 1.).

## Népesség
A település népességének változása:

| 2010 | 8 111 |
| 2020 | 9 611 |